# میز کمک

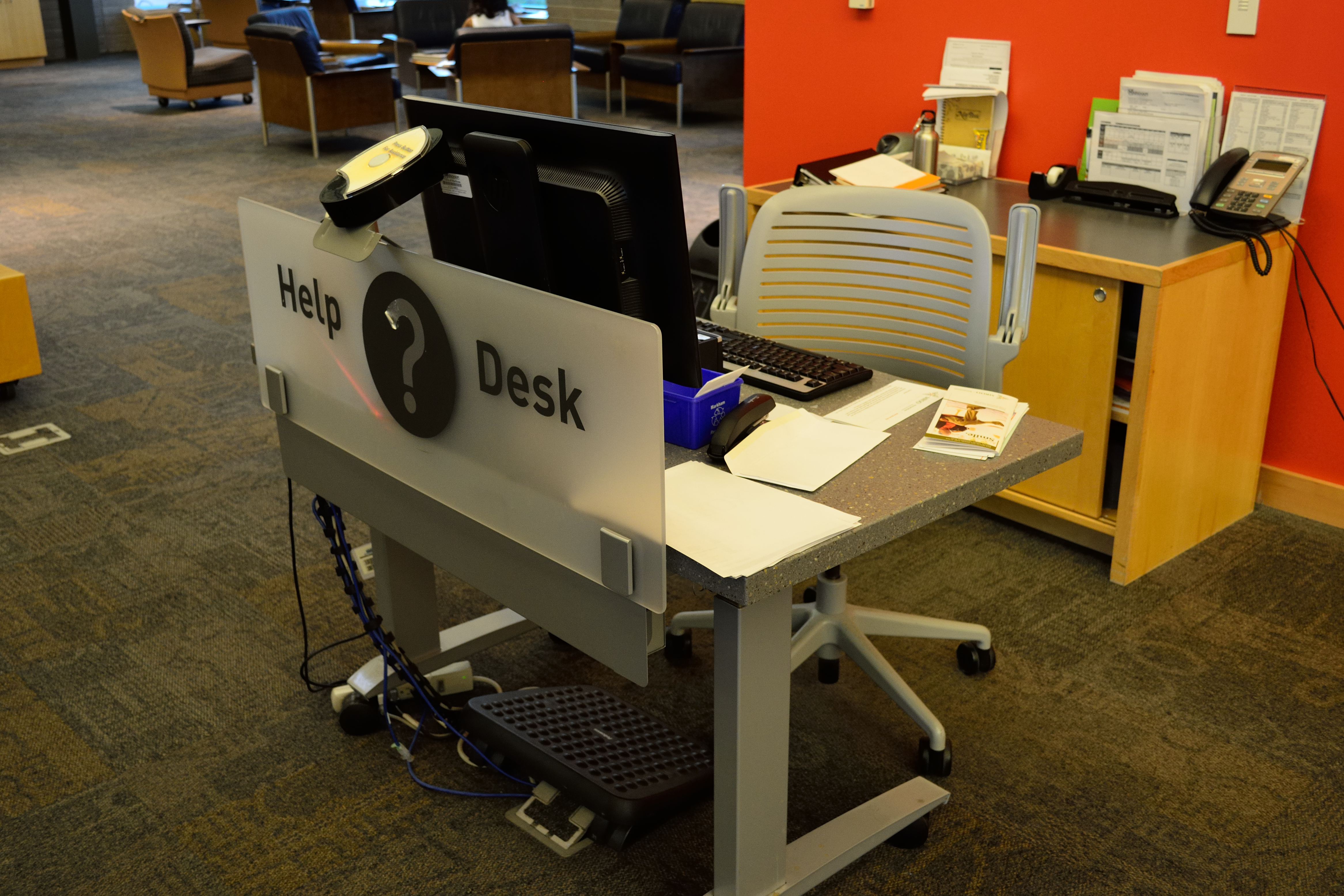
یک میز کمک

میز کمک یا میز امداد که معادل انگلیسی آن Help Desk می‌باشد، یک منبع درنظرگرفته‌شده برای ارائه به مشتری یا کاربر نهایی با اطلاعات و حمایت‌های مربوط به شرکت یا محصولات و خدمات مؤسسه است.
Help Desk یک نام محاوره‌ای برای وظیفه‌ای در یک شرکت است که برای شکایات مشتریان راه حل پیدا می‌کند. زمانی که مشتریان پرسش یا مشکلی دارند، با Help Desk تماس می‌گیرند. سپس کارمندی از شرکت، با رسیدگی به پرسش مشتری، رضایت او را جلب می‌کند. Help Desk طبق سناریویی در یک کتاب، فضای فیزیکی است که اغلب توسط شخصی از بخش پشتیبانیِ مشتری اداره می‌شود.
نرم‌افزار Help Desk تا حد امکان این امور را خودکار می‌کند. به طور کلی هر نرم‌افزار Help Desk حداقل شامل ۳ بخش با عناوین «مدیریت درخواست» (Ticket Management)،  «مجموعهٔ اتوماسیون» (Automation Suite) و «تهیهٔ گزارش و بهینه‌سازی» (Reporting & Optimization) است. از تلفیق این ۳ بخش با هم، معنای عملکرد Help Desk اساساً شکل می‌گیرد.
وقتی در مورد Help Desk یا Service Desk صحبت می‌کنید، به یاد داشته باشید که هر دوی آنها وظایف شرکت هستند و نه قسمتی از نرم‌افزار.

## بخش پشتیبانی (Help Desk)
Help Desk یک وظیفه با رویکرد خارجی است. این بخش به مشتریان خارجی اجازه می‌دهد که در رابطه با پرسش‌ها یا مشکلات خود با سازمان شما تماس بگیرند، و به شما فرصت مدیریت این ارتباطات را به روشی مؤثر می‌دهد. بخش Help Desk معمولاً توسط تیم پشتیبانی مشتریان اداره می‌شود و این تیم اولین خط ارتباط با مشتریان را مدیریت می‌کند. اعضای این تیم می‌توانند تماس مشتری را در صورت نیاز (برای مثال، اگر پرسش مشتری راجع به یک صورت‌حساب است، آنگاه مشاوره با بخش مالی لازم خواهد بود تا اقدام مناسب به عمل آید) به نقطهٔ دیگری از سازمان ارجاع دهند، اما همیشه تنها نقطهٔ تماس برای مشتریان باقی می‌مانند.

## بخش خدمات (Service Desk)
Service Desk یک وظیفه با رویکرد داخلی است. این بخش به مشتریان داخلی اجازه می‌دهد که پرسش‌ها یا مشکلات خود را ثبت کنند، و به شما فرصت مدیریت این مسائل را به روشی مؤثر می‌دهد. فروشندگان و شرکای تجاری نیز می‌توانند با استفاده از این بخش (Service Desk) مسائل خود را ثبت یا با سازمان شما ارتباط برقرار کنند.

## مقایسهٔ Help Desk و Service Desk
مهم‌ترین وجه تمایز Help Desk با Service Desk، تمرکز آن است. Help Desk روی کاربر نهایی تمرکز دارد، در حالی که فعالیت Service Desk هم روی کاربر نهایی و هم مشکلات داخل شرکت متمرکز می‌شود. در فعالیت Service Desk، تمرکز خارجی روی مشکلات مشتری است، اما همزمان تمرکز داخلی روی فرایندهای روزمرهٔ شرکت نیز وجود دارد. هدف اساسی Help Desk حل مشکلات کاربر نهایی است، در حالی که تمرکز اصلی Service Desk روی کاهش هزینه‌ها و افزایش بهره‌وری است.
فعالیت پرسنل Help Desk تاکتیکی است؛ زیرا در جایگاهی قرار دارند که مشکلات را به محض بروز حل کنند. در مقابل، فعالیت پرسنل Service Desk استراتژیکی است. این بخش ممکن است جزئی از Help Desk را در اختیار داشته باشد، اما هدف فراگیر آن بهبود فرایندهای IT، نظارت و ارزیابی فرایندها و رویّه‌های جاری و همچنین جستجوی فرصت‌هایی برای اجرای مؤثرترِ تمام فرایندهای IT (از جمله فرایندهای Help Desk) است.